# Attagenus adspersus
Attagenus adspersus es una especie de coleóptero de la familia Dermestidae.

## Distribución geográfica
Habita en Bolivia.